# Ла-Грейндж (округ Монро, Вісконсин)
Ла-Грейндж (англ. La Grange) — місто (англ. town) в США, в окрузі Монро штату Вісконсин. Населення — 1948 осіб (2020).

## Демографія
Згідно з переписом 2010 року, у місті мешкало 2007 осіб у 741 домогосподарстві у складі 610 родин. Було 782 помешкання
Расовий склад населення:
| - 94,0 % — білих - 3,1 % — корінних американців - 1,1 % — чорних або афроамериканців - 0,4 % — азіатів |

До двох чи більше рас належало 1,2 %. Частка іспаномовних становила 1,3 % від усіх жителів.
За віковим діапазоном населення розподілялося таким чином: 25,3 % — особи молодші 18 років, 62,5 % — особи у віці 18—64 років, 12,2 % — особи у віці 65 років та старші. Медіана віку мешканця становила 42,1 року. На 100 осіб жіночої статі у місті припадало 99,9 чоловіків;  на 100 жінок у віці від 18 років та старших — 99,1 чоловіків також старших 18 років.
Середній дохід на одне домашнє господарство  становив 79 878 доларів США (медіана — 72 292), а середній дохід на одну сім'ю — 89 524 долари (медіана — 78 917). Медіана доходів становила 50 469 доларів для чоловіків та 39 677 доларів для жінок. За межею бідності перебувало 4,5 % осіб, у тому числі 3,2 % дітей у віці до 18 років та 6,0 % осіб у віці 65 років та старших.
Цивільне працевлаштоване населення становило 1055 осіб. Основні галузі зайнятості: освіта, охорона здоров'я та соціальна допомога — 22,5 %, виробництво — 15,4 %, роздрібна торгівля — 12,7 %, мистецтво, розваги та відпочинок — 11,1 %.